# Klasztor Cysterek w Pełczycach
Klasztor Cysterek w Pełczycach – dawny klasztor Cysterek znajdujący się w mieście Pełczyce, w województwie zachodniopomorskim. Położony jest na wzniesieniu nad Jeziorem Panieńskim.

## Historia
Klasztor powstał w marcu 1290 roku. Jego fundatorem był margrabia brandenburski, Albrecht III. Zapewne w 1539 roku został skasowany przez margrabiego brandenburskiego Jana z Kostrzyna po wprowadzeniu reformacji. Zapewne przed 1896 rokiem kościół, skrzydło wschodnie klasztoru i budynek gospodarczy w niejasnych okolicznościach zostały zburzone.

## Stan obecny
Do dziś zachowało się skrzydło zachodnie klasztoru. W budynku zachowały się sklepienia dawnego refektarza. Obecnie właścicielem obiektu jest Agencja Rolna. Podjęto działania mające na celu renowację zachowanego skrzydła klasztoru. Planuje się jego adaptację na ośrodek kultury na Szlaku Cysterskim.